# Мотылькы (приток Канылькы)
Мотылькы — река в России, протекает по территории Ямало-Ненецкого автономного округа. Устье реки находится в 32 км по правому берегу реки Канылькы. Длина реки составляет 58 км. В 13 км от устья по левому берегу впадает река Лосалакакы.

## Данные водного реестра
По данным государственного водного реестра России относится к Нижнеобскому бассейновому округу, водохозяйственный участок реки — Таз. Речной бассейн реки — Таз.
Код объекта в государственном водном реестре — 15050000112115300066885.